# Os intermetatarsale I
Os intermetatarsale I, soms ook os intermetatarseum genoemd, is de benaming voor een accessoir voetwortelbeentje dat soms als extra ossificatiepunt ontstaat gedurende de embryonale ontwikkeling.

## Ligging en anatomische relatie
Bij de mensen bij wie het botje voorkomt, bevindt het botje zich aan de dorsale zijde van de voetwortel, aan het distale, laterale uiteinde van het eerste wigvormige beentje, tussen het eerste en het tweede middenvoetsbeentje in. Er is gesuggereerd dat een os intermetatarsale I verband zou houden met polydactylie. Een groot aantal verschillende vormen van het os intermetatarseum zijn beschreven. Zo kan het botje zowel rond zijn als een asvorm hebben. Het kan vrij liggen, met een eigen synoviaal gewricht, maar meestal is het botje aan een van de drie omliggende botstructuren vastgegroeid.,

## Prevalentie
De prevalentie van het botje wordt geschat tussen 1,2 en 10% van de normale bevolking. Het botje werd in een grote Japanse studie aangetroffen bij ongeveer 2,6% van de mensen. Bij deze prevalentie was echter ook het geringe aantal gevallen van een os intermetatarsale IV meegerekend.

## Klinische relevantie
Op röntgenfoto's wordt een os intermetarsale I soms onterecht aangemerkt als afwijkend, losliggend botdeel of als fractuur. Met name verwarring met kleine fracturen van de basis van het tweede middenvoetsbeentje komen geregeld voor.
Bij palpatie van de rug van de middenvoet ter hoogte van de eerste intermetatarsale ruimte worden zenuwtakken van de nervus peronaeus gecomprimeerd, wat pijnklachten kan geven.. Er is een verband tussen een os intermetarsale I en een hallux valgus gesuggereerd.